# ボリス・ハイキン
ボリス・エマヌイロヴィチ・ハイキン（ロシア語: Бори́с Эммануи́лович Ха́йкин, ラテン文字転写: Boris Emmanuilovich Khaykin（Khajkin, Chaikin, Khaikin）, 1904年10月26日（ユリウス暦10月13日） ミンスク - 1978年5月10日 モスクワ）は、ソビエト連邦の指揮者、モスクワ音楽院教授。ソ連人民芸術家（1972年授与）。弟は物理学者、電波天文学者のセミョーン・ハイキン。ユダヤ系。

## 概要
モスクワ音楽院でニコライ・マルコ、コンスタンチン・サラジェフに指揮法を、アレクサンドル・ゲディケにピアノを学ぶ。音楽院卒業後、1928年から1935年の間、スタニスラフスキー・オペラ・スタジオ（現モスクワ・スタニスラフスキー＝ネミローヴィチ－ダンチェンコ音楽劇場）で指揮者を務める。この間、指揮を執った主な演目に『セビリアの理髪師』、『カルメン』などがある。
1936年、活動の場をモスクワからレニングラードに移し、ボリショイ劇場の指揮者に転出したサムイル・サモスードの後任としてレニングラード・マールイ劇場の指揮者に就任した。同時にレニングラード音楽院での教授も始めるようになる。マールイ劇場では、ムソルグスキー、チャイコフスキー、リムスキー＝コルサコフなどのロシア・オペラの古典を指揮するとともに、同時代のソビエト作曲家の新作初演をいくつか手掛けている。主な作品としては、ドミトリー・カバレフスキーの『コラ・ブルニョン』、イヴァン・ジェルジンスキーの『開かれた処女地』があげられる。
1943年に同じレニングラードにあるキーロフ歌劇場に移り、ここでもまたソビエト作曲家の新作初演を多く手掛けている（プロコフィエフの『修道院での結婚』（1946年）、『真実の人間の物語』（1948年）、ジェルジンスキーの『Князь-озеро』（1947年）、カバレフスキーの『タラスの一家』（1950年）など）。
1954年、ハイキンはモスクワに戻り、ボリショイ劇場の指揮者及びモスクワ音楽院の教授に就任、以後、没するまで在任した。1978年にモスクワで死去。ドンスコイ墓地に埋葬された。門下にはキリル・コンドラシン、マルク・エルムレル等がいる。

## 録音など
録音は主にメロディアに残されている。劇場での活動を主としたハイキンらしく、ムソルグスキーの『ホヴァーンシチナ』（モノラル・ステレオの2種）、チャイコフスキーの『エフゲニー・オネーギン』、『スペードの女王』、グラズノフの『四季』、グリエールの『赤いけしの花』などオペラやバレエ音楽の録音が多いが、交響楽の指揮者としても成功を収めており、リムスキー＝コルサコフ、グラズノフなどの交響曲やロストロポーヴィチ等の伴奏を担当した協奏曲録音を残している。ロストロポーヴィチとは、ショスタコーヴィチ編曲によるシューマンの『チェロ協奏曲』初演も行っている。
マールイ劇場時代の1940年、ヨハン・シュトラウス2世の喜歌劇『ジプシー男爵』の上演にあたり、最終幕にポルカ『観光列車』を挿入しようと考えたが、オーケストラ用の楽譜が入手できず、ショスタコーヴィチに管弦楽編曲を依頼した。この編曲が人気を呼んだため、翌年5月、新たに『ウィーン気質』の管弦楽編曲をショスタコーヴィチに持ちかけたが、直後に大祖国戦争が勃発し企画は頓挫している。